# Alessandra De David
Alessandra De David (Bolzano, 28 dicembre 1982) è un'ex hockeista su ghiaccio italiana che ha militato per tutta la sua carriera come difensore con l'HC Eagles Bolzano.
Con la squadra altoatesina ha vinto per diverse volte lo scudetto: 1999-2000, 2000-2001, 2003-2004, 2004-2005 e 2005-2006.
Ha vestito anche la maglia dell'Italia.